# Савченко-Більський Олександр Васильович
Олекса́ндр Васильович Са́вченко-Бі́льський (23 листопада 1900, село Олишівка, Чернігівщина — 1991, Париж, Франція) — відомий у світі маляр і графік українського походження.

## Біографічні відомості
Нащадок стародавнього козацького роду Савченків-Більських, племінник Володимира Савченка-Більського.
Народився 23 листопада 1900 р. в сім'ї Василя Олександровича (1871–?) та Неоніли Іванівни, уродженої Третьякової (1876–?). Батько був чиновником Акцизного управління Чернігівської губернії, у 1900-х роках служив акцизним контролером в Шостці Глухівського повіту. У 1902 та 1904 роках там народилися його доньки Катерина і Аріадна .
Мати мала родинні зв’язки по жіночій лінії з сім’єю Дорошенків, нащадками гетьмана Правобережної України у 1665–1676 роках Петра Дорошенка. 
Місцем народження майбутнього художника називають містечко Олишівка Козелецького повіту Чернігівської губернії (тепер село в Чернігівському районі Чернігівської області), але в метричних книгах обох церков Олишівки немає запису про його народження. Ймовірно, він народився за місцем служби батька, а його дитячі роки пройшли в батьківському маєтку в Олишівці. 
Після продажу в 1912 р. маєтку в Олишівці сім'я проживала в Чернігові, де батько продовжив службу в Акцизному управлінні. Саме тут усі п'ятеро дітей — чотири доньки і син навчалися в гімназіях.
Перші навички малювання Олександр отримав у Чернігівській класичній чоловічій гімназії під керівництвом випускника Московського художнього училища, викладача Чернігівського реального училища М. Б. Тарловського.  Далі вступив на відділення живопису Київського художнього училища, де навчався у Ф. Г. Кричевського, згодом першого ректора Української академії мистецтв. 
Дебют художника відбувся в 1917 р., ще під час навчання в училищі, а саме – на виставці Товариства чернігівських художників. Однак вже в 1919 р. він був мобілізований до лав армії Денікіна. А далі, як свідчать його особисті записи, він "покинул Крым на пароходе «Саратов»" і опинився в Стамбулі. 
Роки проживання в Стамбулі були найважчими в його житті, в 1923 р. йому вдалося переїхати до Франції, у Марсель, де його зразу прийняли до місцевої Академії мистецтв. Але через безгрошів'я замість навчання довелося декілька років тяжко працювати, спочатку на будівництві, а пізніше на залізниці в Камбре. Зібравши трохи грошей, художник переїхав до Парижа, де ввійшов до Паризької групи українських художників. 
Вирізнявся надзвичайною працелюбністю, практикував такі види образотворчого мистецтва як графіка, живопис включно з іконописом, декоративно-прикладне мистецтво та дизайн. Тісно співпрацював із паризькими видавництвами, робив ілюстрації для газет, журналів, книг, художніх листівок. Для українських видавництв писав портрети гетьманів, письменників та політичних діячів, герби українських земель та міст. Графічні твори виконував, зазвичай, на замовлення, а живописні роботи писав, переважно, для душі. 
Протягом багатьох років працював у сфері торгової графіки та дизайну, проектуючи орнаменти і прикраси для різних товарів, нові форми скляного посуду, тиснення для шкіряних виробів та ін. Створював декоративні кольорові композиції для прикраси будинків, проектував домашні меблі та інтер'єр приміщень. 
Виконував розписи для православних та католицьких храмів, зокрема, розписав іконостас собору Святого Володимира Великого Української греко-католицької церкви, що на бульварі Сен-Жермен в Парижі, та православної церкви Святого Андрія Первозваного у м. Шалетт-сюр-Луен. 
Брав участь у виставках незалежних українських художників у Львові (1931, 1933) та у всесвітній виставці 1933 р. в Чикаго. 
На схилі літ у 1983 р. відвідав Україну як турист, передав Чернігівському художньому музею понад сотню своїх графічних творів. 
Помер у Парижі 1991 р., за заповітом похований в братській могилі Меморіалу Воїнів УНР на православному цвинтарі в кварталі Везін м. Шалетт-сюр-Луен. Його ім’я викарбуване на плиті Меморіалу.